# Gavrilovskaïa (raïon de Kargopol)
Gavrilovskaïa (en russe : Гавриловская) est un village du raïon de Kargopol, oblast d'Arkhangelsk, en Russie.

## Géographie
Le village se situe à 37 km à l'ouest de Kargopol sur la route de Poudoj.

## Population
La population du village suivant le recensement de 2010 en Russie s'élevait à 71 habitants. En 2012, elle s'élevait à 66 habitants.

## Curiosités
Il existait dans le village, au pogost de Liandiny, jusqu'en 2013, un ensemble composé de deux églises et d'un clocher : l'église en bois de l'Intercession Vlasievskaïa, l'église en bois de l'Épiphanie Georgievskaïa (1793) et un clocher en bois datant du XVIIIe siècle. Ce triple ensemble était l'un des seuls qui subsistaient en Russie. Le soir du 5 mai 2013 (premier jour de la Pâques orthodoxe), l'église de l'Intercession Vlasievskaïa a été frappée par la foudre et a pris feu. Ce feu s'est propagé au clocher. Seule l'église de l'Épiphanie a pu être sauvée des flammes et être restaurée.

## Photos

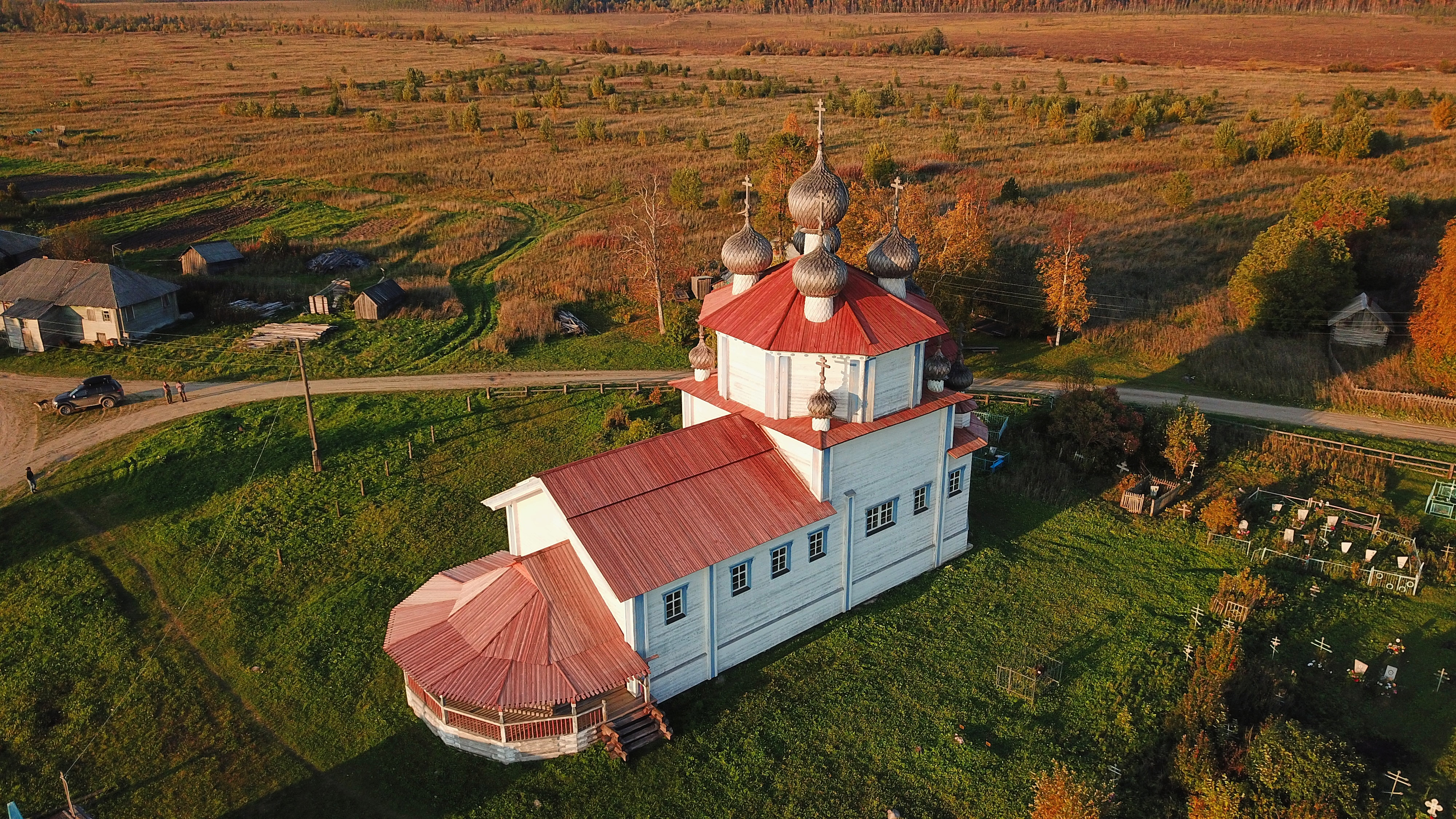
Église de l'Épiphanie Georgievskaïa (1793)
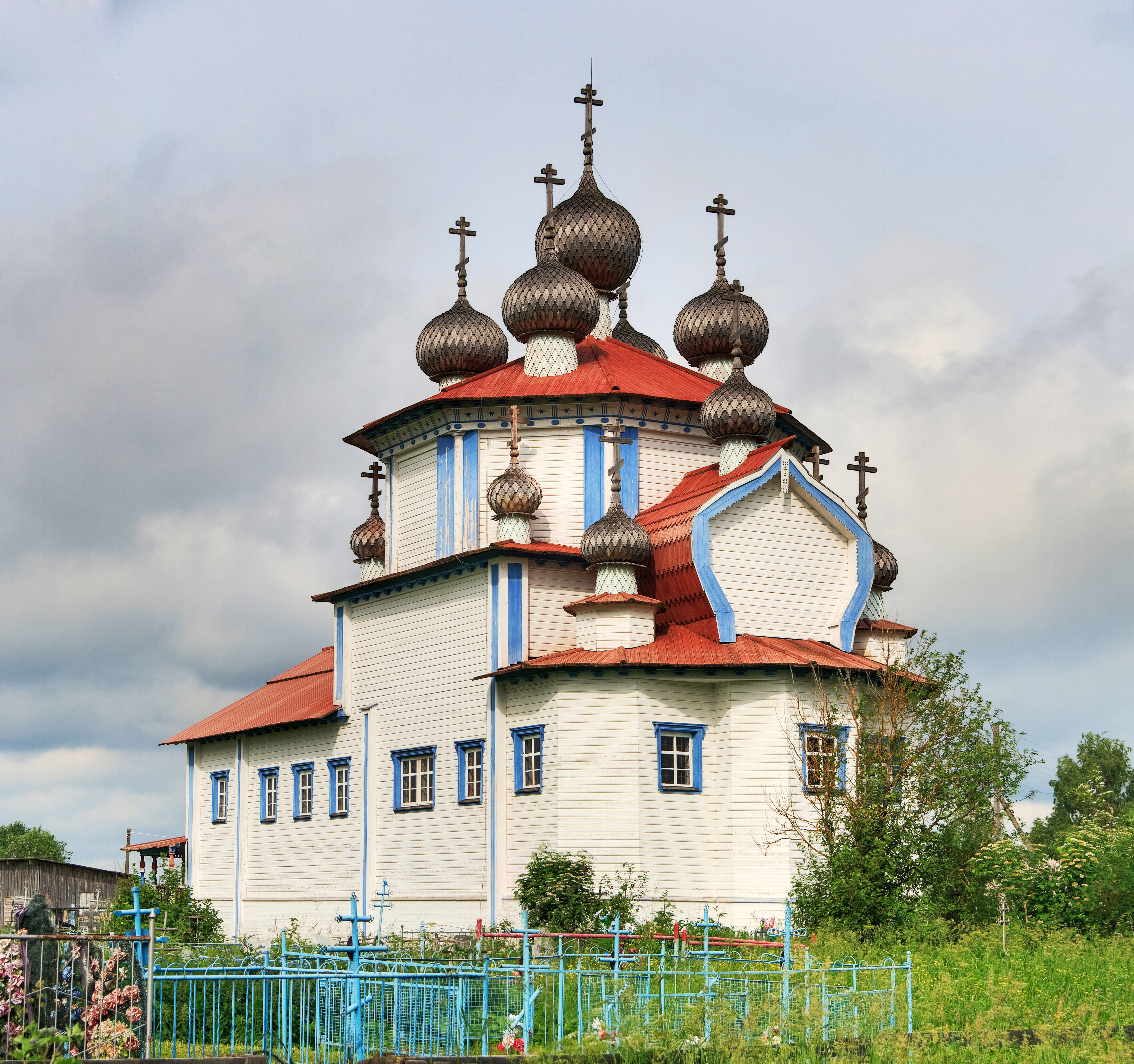
Église de l'Épiphanie Georgievskaïa après restauration
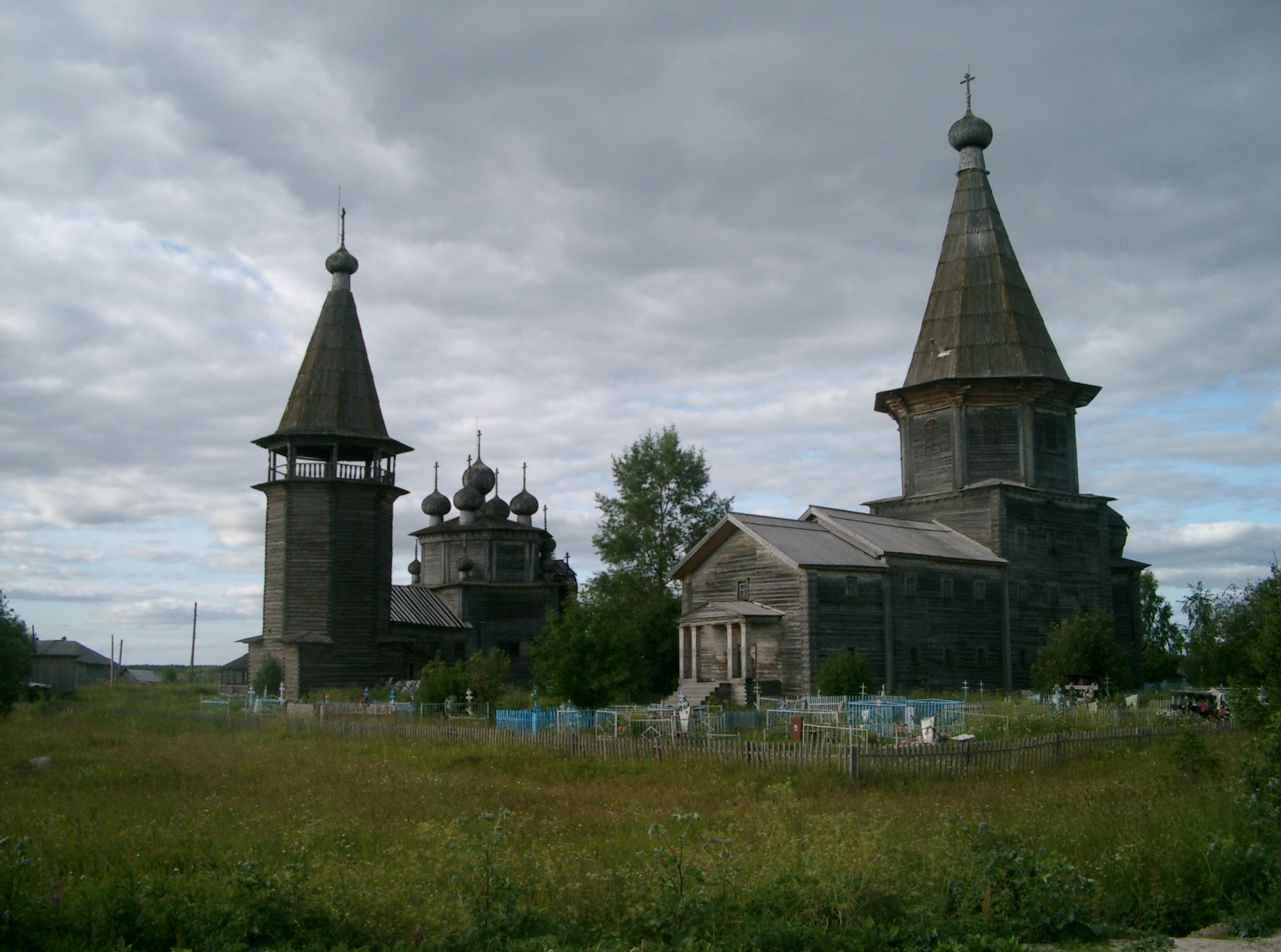
Lyadiny : Le clocher (1820), l'église de l'Épiphanie Georgievskaïa (1793) et l'église de l'Intercession-Vlasevskaïa (1761) formant un ensemble dont seule l'église de l'Épiphanie a échappé aux flammes en 2013.